# شهرستان کالاوراس (کالیفرنیا)
شهرستان کالاوراس در سرزمین طلا واقع در ایالت کالیفرنیا در کشور آمریکا قرار دارد. مطابق با سرشماری سال ۲۰۰۰ جمعیت آن معادل ۴۰٬۵۵۴ نفر برآورد شده‌است. بخشداری آن سن آندریاس می‌باشد.
پارک ایالتی درختان بزرگ کالاوراس که از درختان عظیم سکویا محافظت می‌کند، در این شهرستان و در چند مایلی شرق شهر آرنولد در بزگراه ایالتی ۴ واقع شده‌است.